# Masuccio Secondo
Masuccio Secondo (Naples, 1291-1387) est un architecte italien du XIVe siècle de l'école napolitaine.

## Biographie
Fils de Pietro degli Stefani et gendre de Masuccio Primo (qui lui donne son nom par référence), il réside à Rome pendant plusieurs années.
Robert d'Anjou, roi de Naples, le commissionne pour l'église Santa Chiara, mais Massucio revient à Rome, pour terminer ses projets non terminés.
Il réalise l'église Santa Maddalena au colle Echia, San Martino, et le campanile de Santa Chiara.